# 화정시외버스터미널
화정시외버스터미널(花井市外버스터미널)은 경기도 고양시 덕양구 화정2동에 있었던 버스 터미널이다. 고속버스 전산망상의 터미널 번호는 115이다. 전체 건물 연면적은 3,051m2, 대합실 면적은 356m2이다. 2019년 1월 기준 하루 평균 290명이 이용하고 11개 노선이 운행중이다.
본래 고양시 승격 당시에만 해도 일산서구 일산동(당시 일산읍 일산리)에 1977년 7월 1일에 건립된 일산터미널이 운영되고 있었다. 이후 1990년대에 고양시 지역에 일산신도시가 개발되면서 1995년 11월에 화정시외버스터미널을 착공, 1999년 6월 10일에 개장했다. 하지만 화정터미널은 고양 시내 중심가의 남쪽인 화정동에 있어서 시설이 낡고 매우 협소하여, 일산동구 백석동 백석역 옆에 새로운 터미널인 고양종합터미널이 2012년 6월 18일에 개장한 후에는 고속버스 노선과 단거리 시외버스 노선을 제외한 장거리 시외버스 노선들을 전부 고양종합터미널로 이관하였다. 이후 2016년 8월 1일에 고속버스 노선들의 기점이 고양종합터미널로 연장 운행을 시작하면서 화정터미널은 중간 승하차장으로 변경됐다.
2014년 5월 26일 고양종합터미널에서 화재 사고가 발생하자, 본래 고양종합터미널에서 운행하던 노선이 화정터미널에서 며칠 동안 임시 시/종착했었다. 하지만 곧 고양종합터미널 주변 도로에 임시 매표소와 가변차로로 이루어진 승강장 등을 정비하면서, 화정터미널은 다시 중간 승하차장으로 돌아왔다.
경영난으로 2023년 5월 31일에 영업을 종료했다. 고양시청이 임시승강장 등을 화정터미널에 설치하지 않으면서, 고양시의 버스 터미널은 백석동 고양종합터미널로 통합됐다.

## 같이 보기
- 고양종합터미널